# Conrado Blanco González
Conrado Blanco González (La Bañeza, 18 de dezembro de 1921 - La Bañeza, 16 de janeiro de 2014) foi um escritor e poeta espanhol.
Memorialista e historiador etnográfico, escreveu vários livros sobre o passado de sua terra natal. Em 1997, recebeu a "Medalla de Plata de la Ciudad de La Bañeza" e em 2009 a "Medalla de Oro de la Ciudad de La Bañeza".
Conrado criou a "Fundación Conrado Blanco", que entre outras funções, organiza, desde 1989, um dos principais prêmios da poesia espanhola; o "Premio Nacional de Poesía Conrado Blanco León", que leva o nome de seu pai.